# Marie-Jeanne Bellamy
Marie-Jeanne Bellamy, née le 5 janvier 1966, est une femme politique française. Elle est sénatrice de la Vienne depuis le 17 mars 2024.

## Biographie[1]
Marie-Jeanne Bellamy a grandi à Raslay, commune du Nord de la Vienne, avec une mère au foyer et un père fonctionnaire.
Elle a occupé le poste de secrétaire de mairie à Curçay-sur-Dive.
Elle est mère de 3 enfants.

## Carrière politique[1]
Marie-Jeanne Bellamy fait son entrée en politique en 1995 en devenant conseillère municipale des Trois-Moutiers. Elle y devient adjointe au maire en 2001, en est élue maire en 2008 et est réélue en 2014 et en 2020.
Elle deviendra vice-présidente de la Communauté de communes du Pays loudunais en 2014.
Suppléante du conseiller général du canton des Trois-Moutiers Dominique Réant, elle devient conseillère départementale en 2015 dans le nouveau canton de Loudun qui comprend l'ancien canton des Trois-Moutiers. Elle est réélue en 2021.
Suppléante du sénateur Alain Fouché dès 2014 puis du sénateur Yves Bouloux, elle devient sénatrice de la Vienne en mars 2024 à l'occasion d'une élection partielle à la suite de la démission de ce dernier. 
Touchée par le cumul des mandats, elle doit quitter ses fonctions d'élue municipale et de vice-présidente de la communauté de communes. Elle quitte également la présidence de l'Association des maires de la Vienne qu'elle occupe depuis 2020, ainsi que celle du conseil d'administration du Service départemental d'incendie et de secours de la Vienne qu'elle occupe depuis 2015. Marie-Jeanne Bellamy conserve son mandat de conseillère départementale.